# Losgna tricolor
Losgna tricolor là một loài tò vò trong họ Ichneumonidae.